# Вільям Сідней Маунт
Вільям Сідней Маунт (англ. William Sidney Mount 26 листопада, 1807, Сітауткет — 19 листопада, 1868) — художник зі Сполучених Штатів, прихильник побутового жанру. Робив також портрети і пейзажі.

## Життєпис

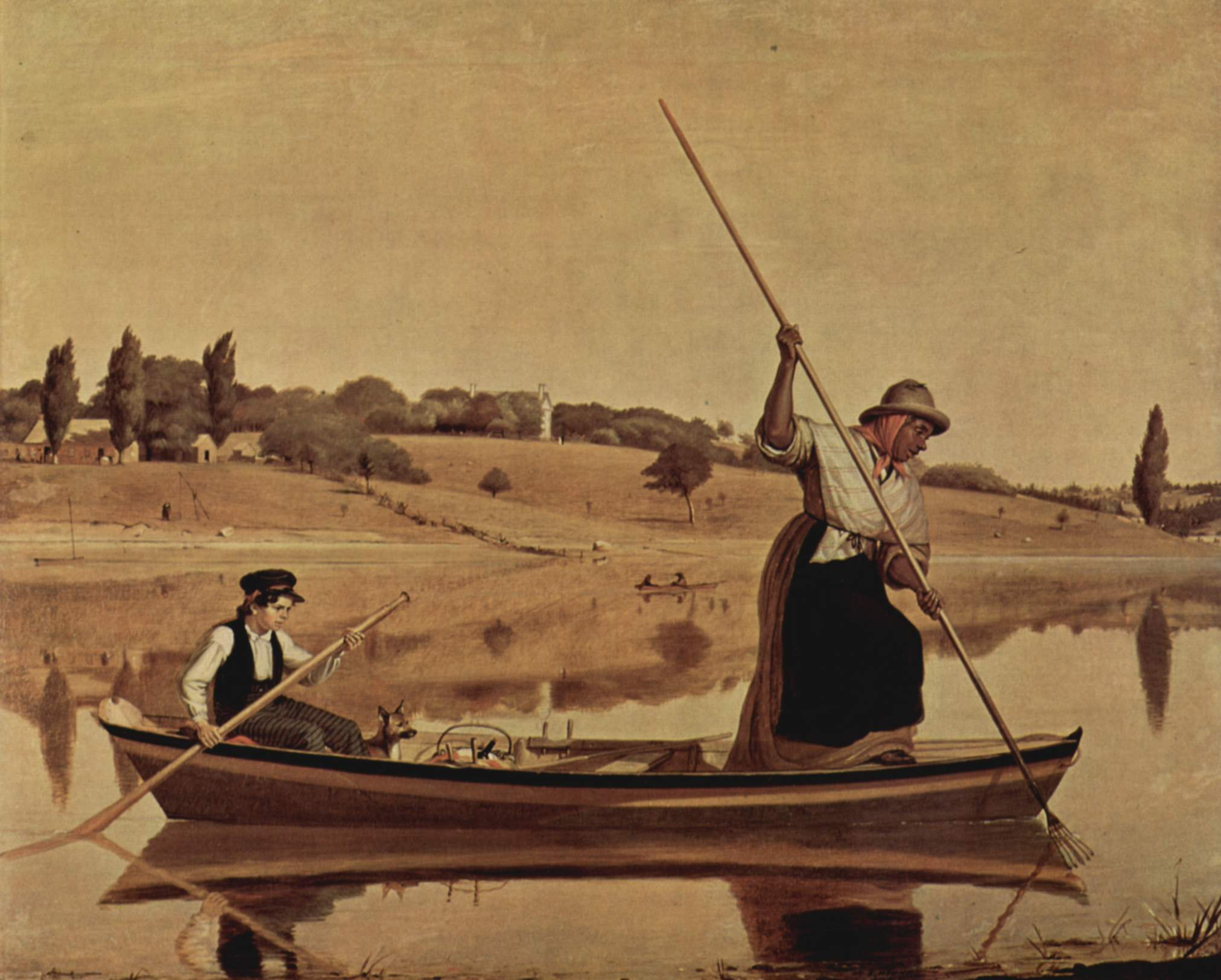
«Рибальство на острові Лонг-Айленд», 1845 р. Історична асоціація, Нью-Йорк.

Народився в містечку Сітауткет на острові Лонг-Айленд. Батьки — Томас Шепард Маунт та Джулія Енн Хокинс. В родині був також брат Генрі Маунт, теж художник. Під впливом брата сам обрав кар'єру художника і мріяв стати художником історичного жанру та портретів.
Художню освіту отримав в Нью-Йорку, в Національній академії дизайну, котру заснували 1825 року. Недовго працював художником-портретистом у Нью-Йорку.
Згодом повернувся на батьківщину, де зосередився на спостереженнях за побутом провінціалів острову Лонг-Айленд. Прожив і пропрацював на острові до кінця життя. На художню манеру митця вплинули побутові картини англійських художників.
Але дійсність американців відрізнялась від побуту англійців, що реально відтворено в живопису Вільяма Сіднея Маунта («Танцюрист в барі», 1835 р., «Рибальство на острові Лонг-Айленд», 1845 р.) Картини Маунта практично ідилічні, позбавлені драм і трагічних сторін. Лише іноді він мимоволі фіксує суспільне розмежування між світом білих і світом афроамериканців, де останні завжди в підкореному стані служок чи наймитів («Необорна міць музики», 1847 р.) Художника вважають засновником побутового жанру в американському живопису.
Вільям Сідней Маунт мав слабке здоров'я. Помер 19 листопада 1868 року. Його будинок та студія перетворені на музей.

## Галерея вибраних творів

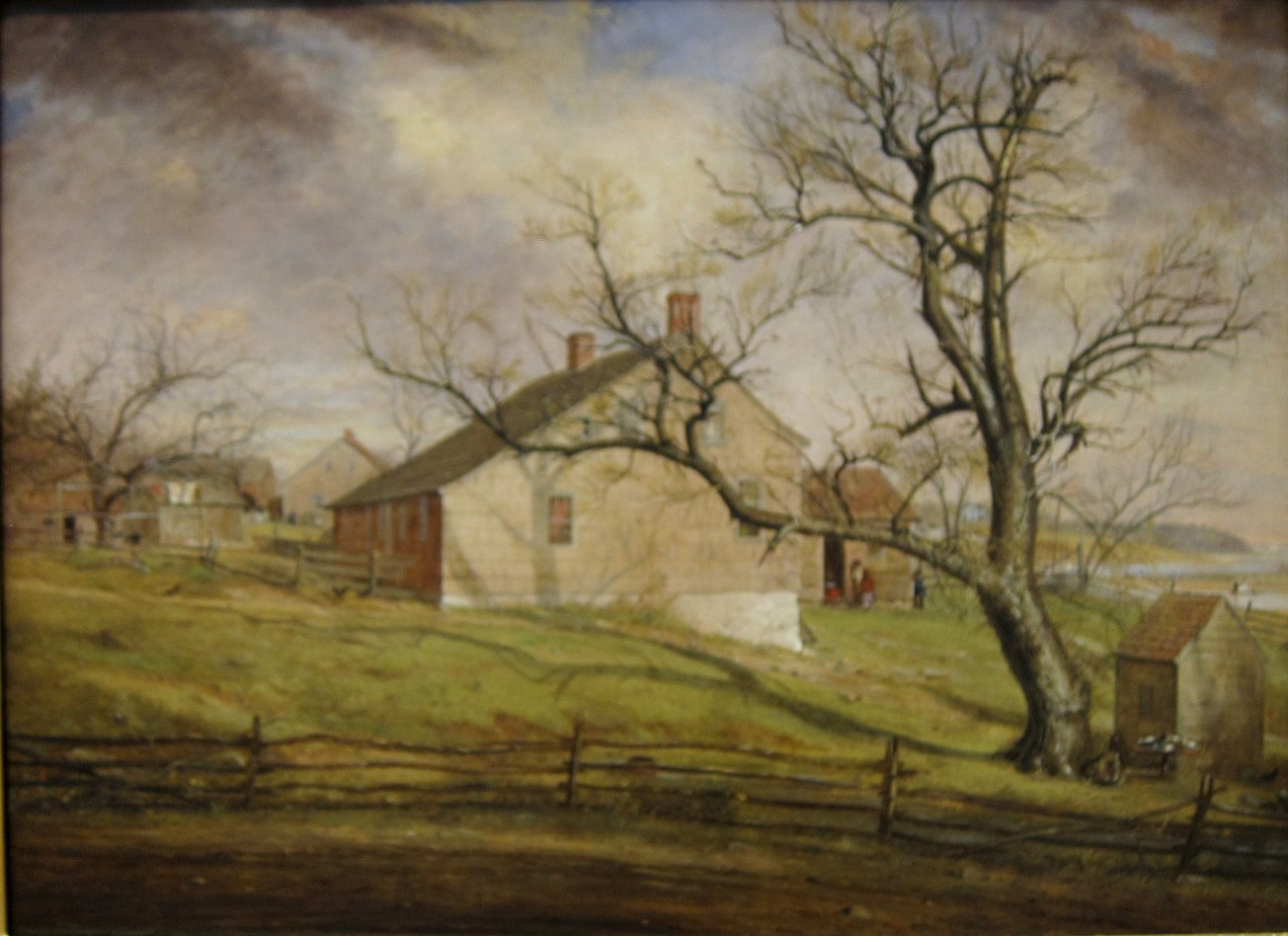
«Будинок фермера на острові Лонг-Айленд». 1863 р.

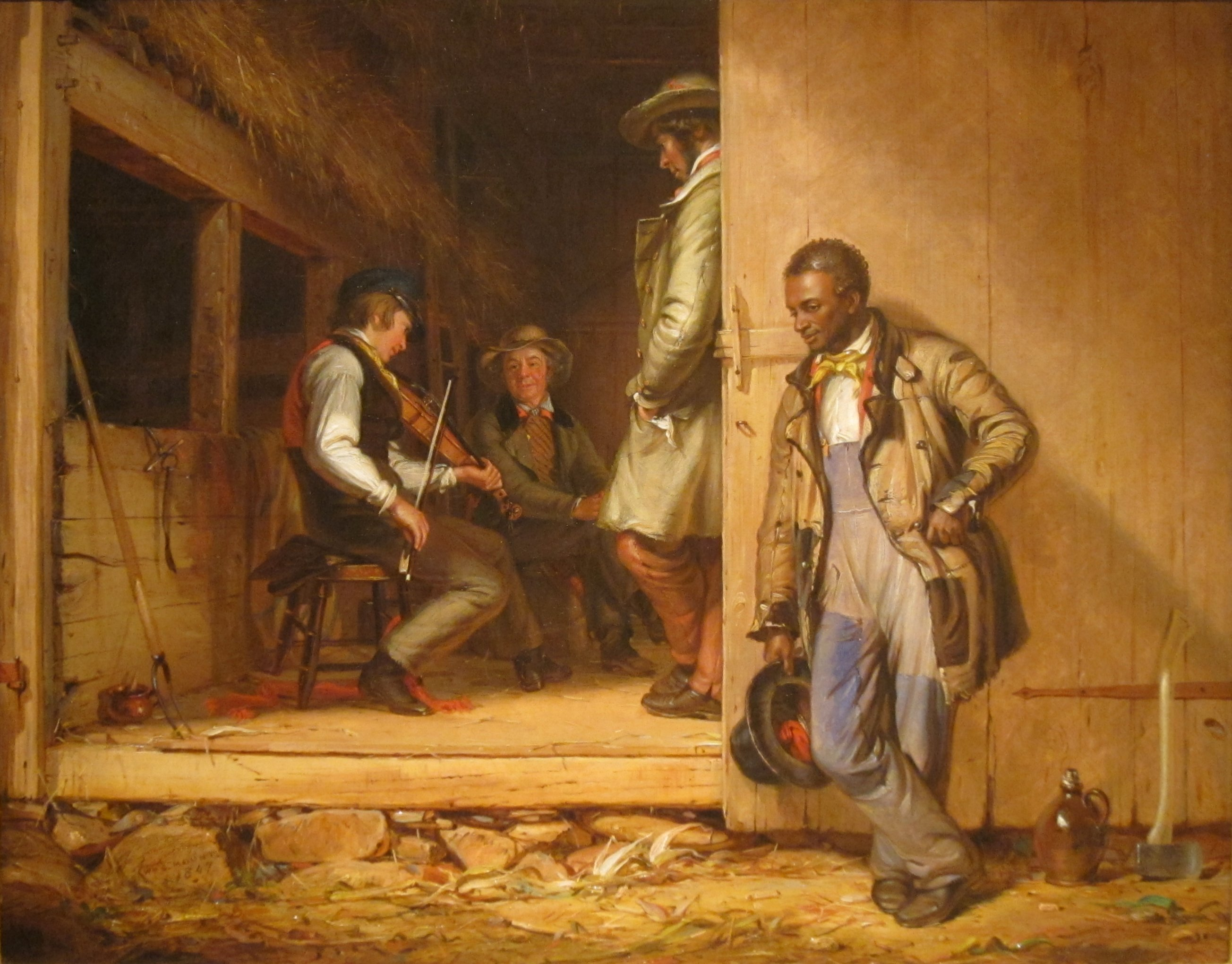
«Необорна міць музики», 1847, Клівлендський музей мистецтв, Клівленд

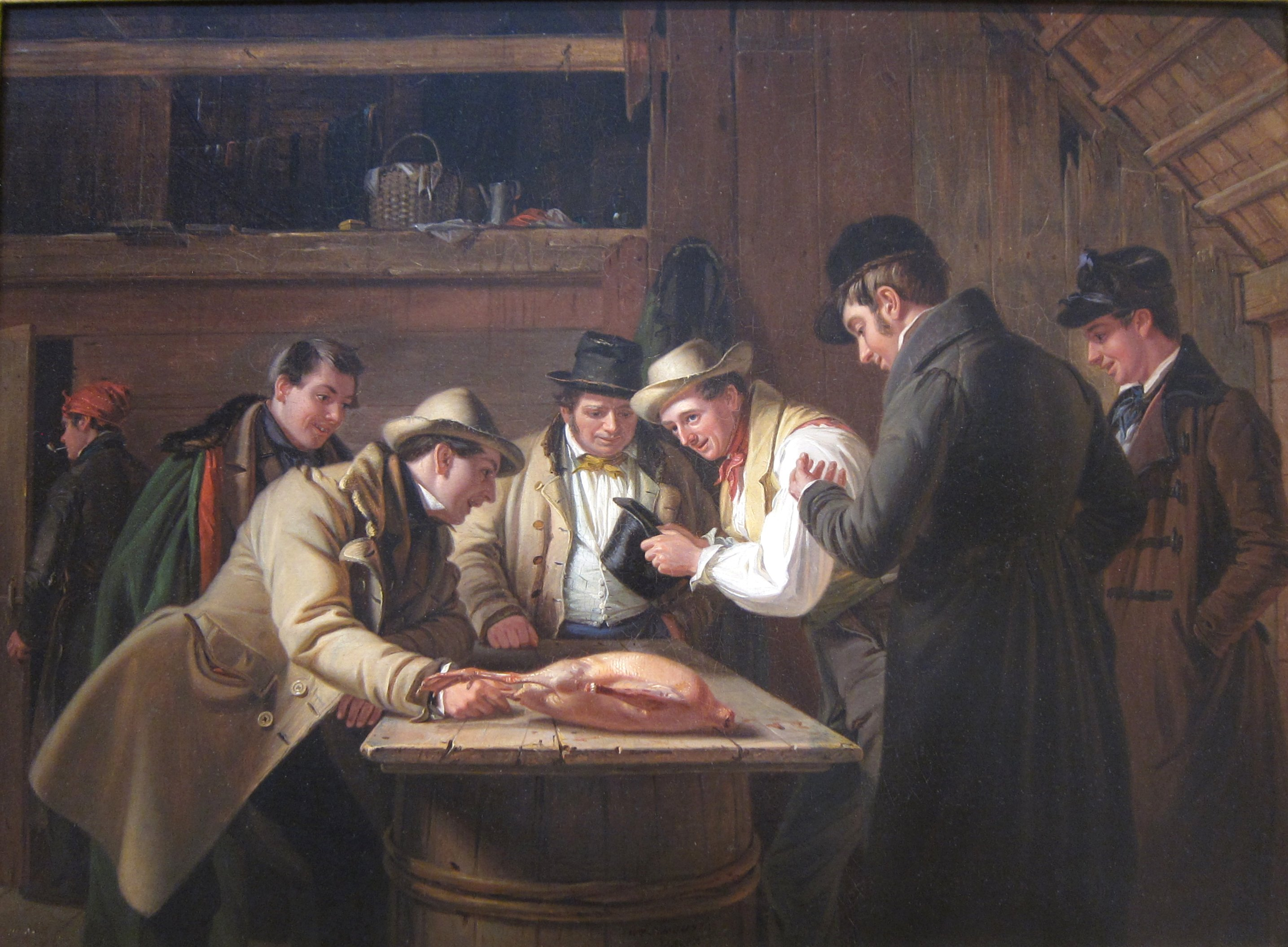
«Розігрують гусака», 1837 р.
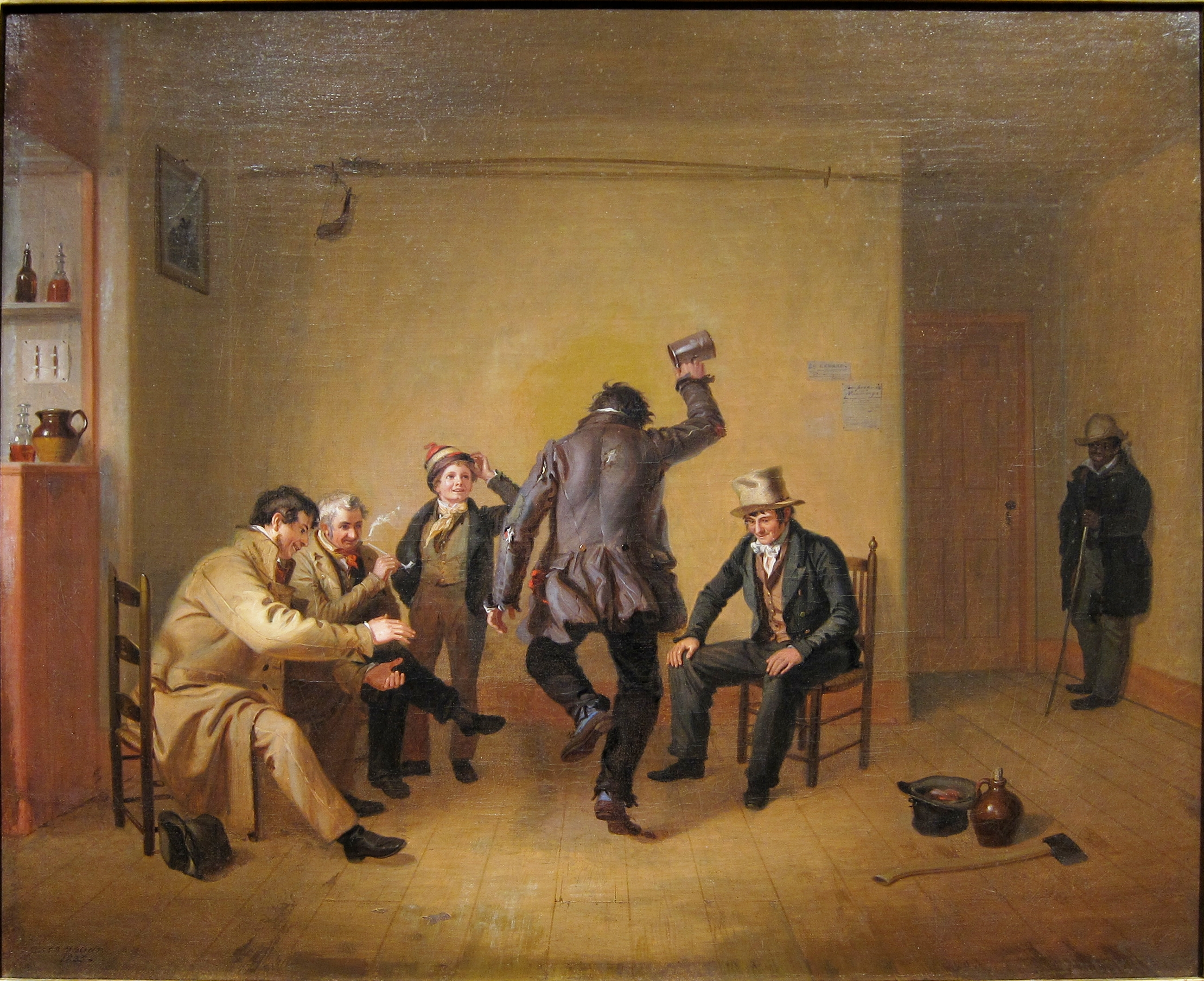
«Танцюрист в барі», 1835 р.
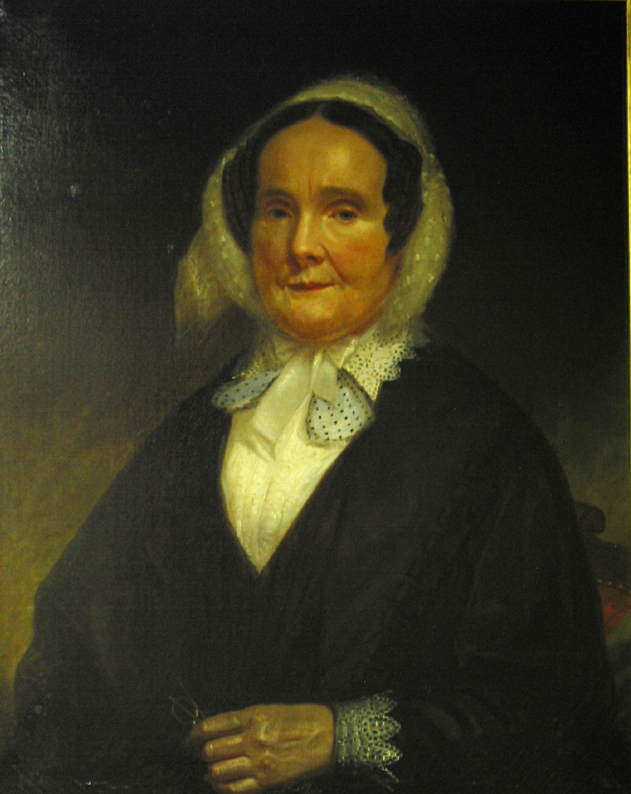
Місіс Еліза Спінола, 1853 р.
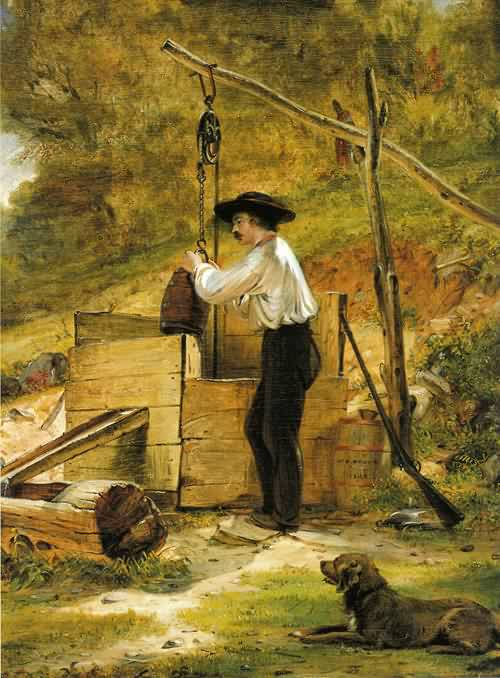
«Біля колодязя», 1848 р.
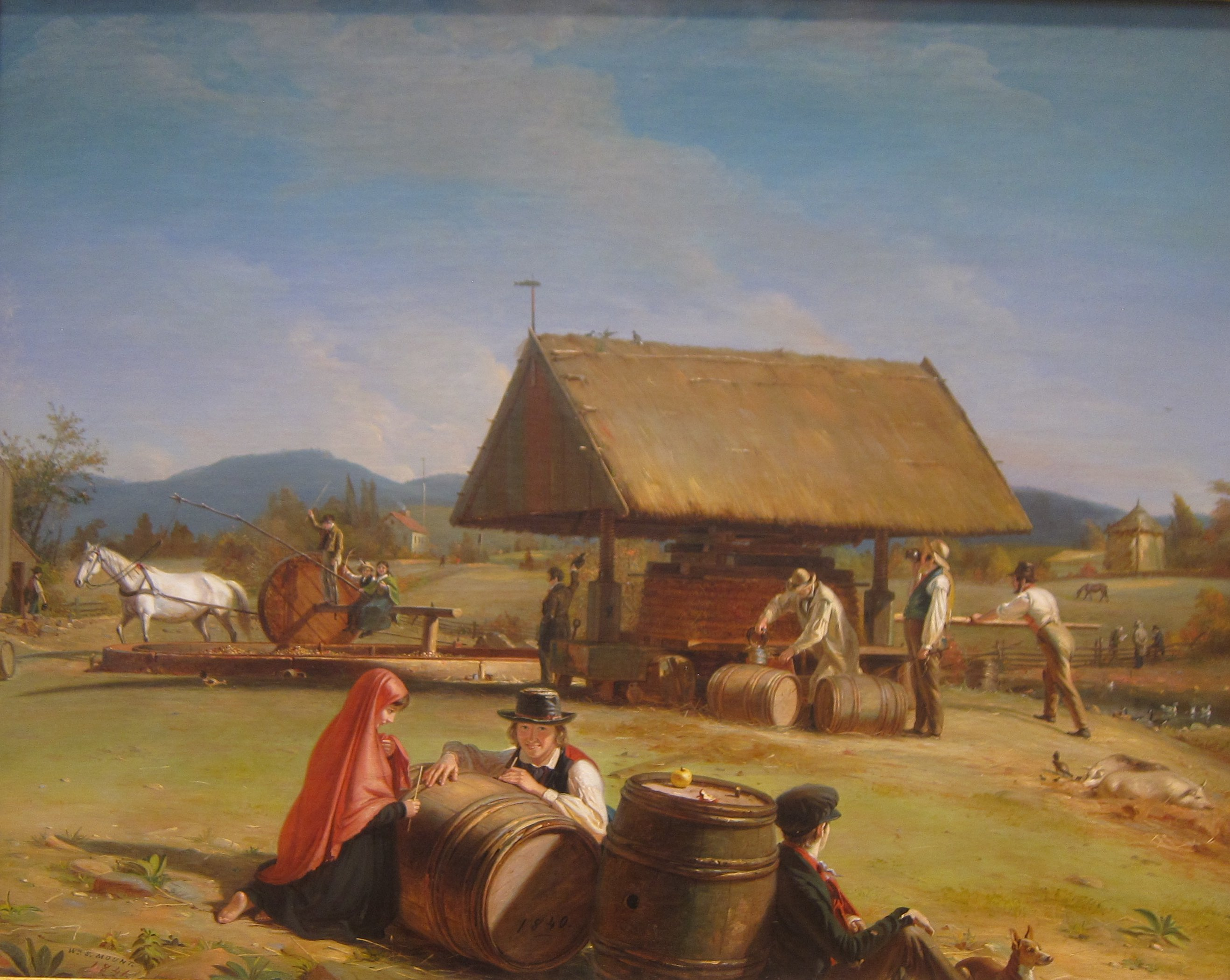
«Виробництво сидру», 1841 р.
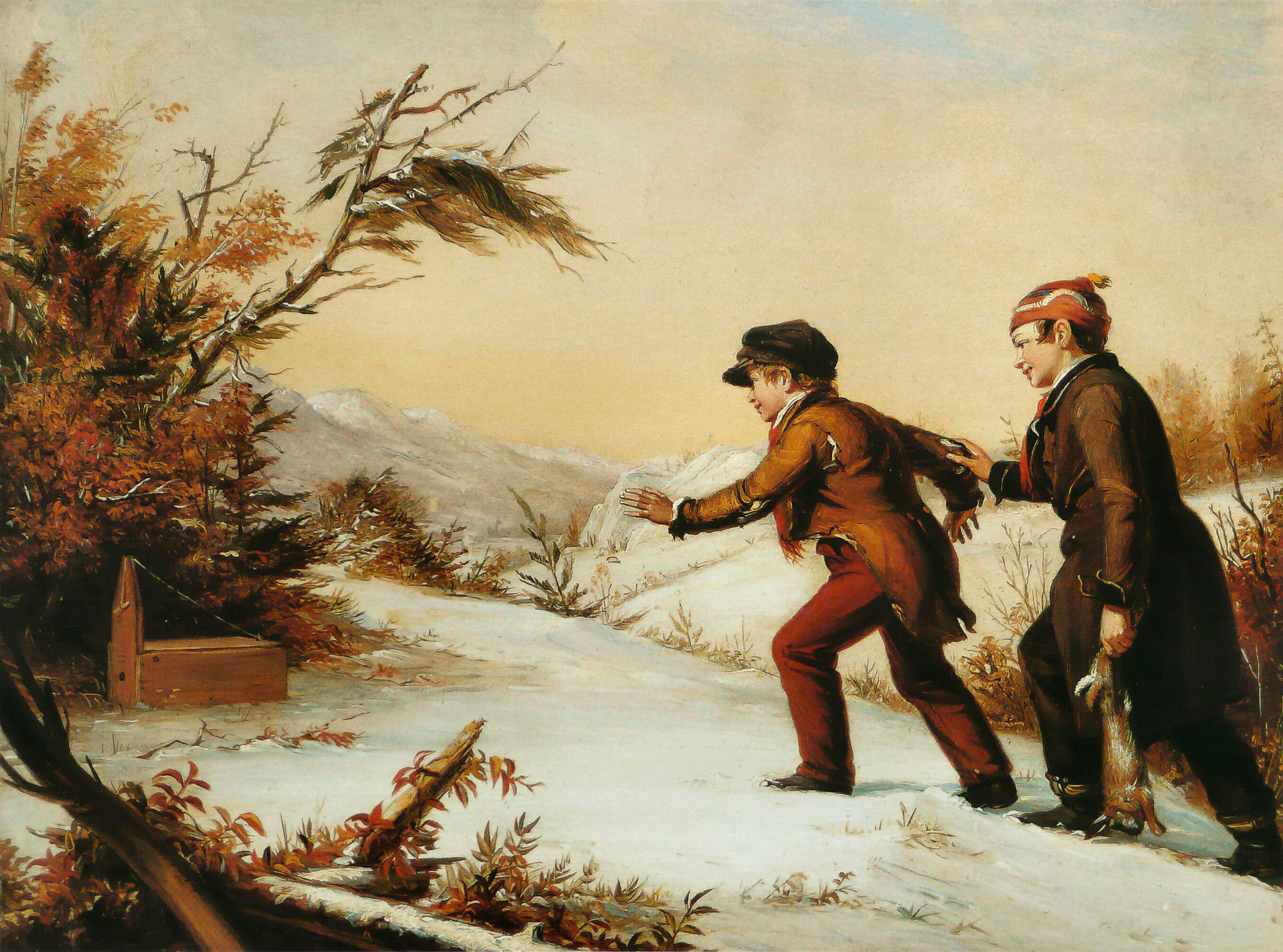
«Мисливська пастка», 1844 р.
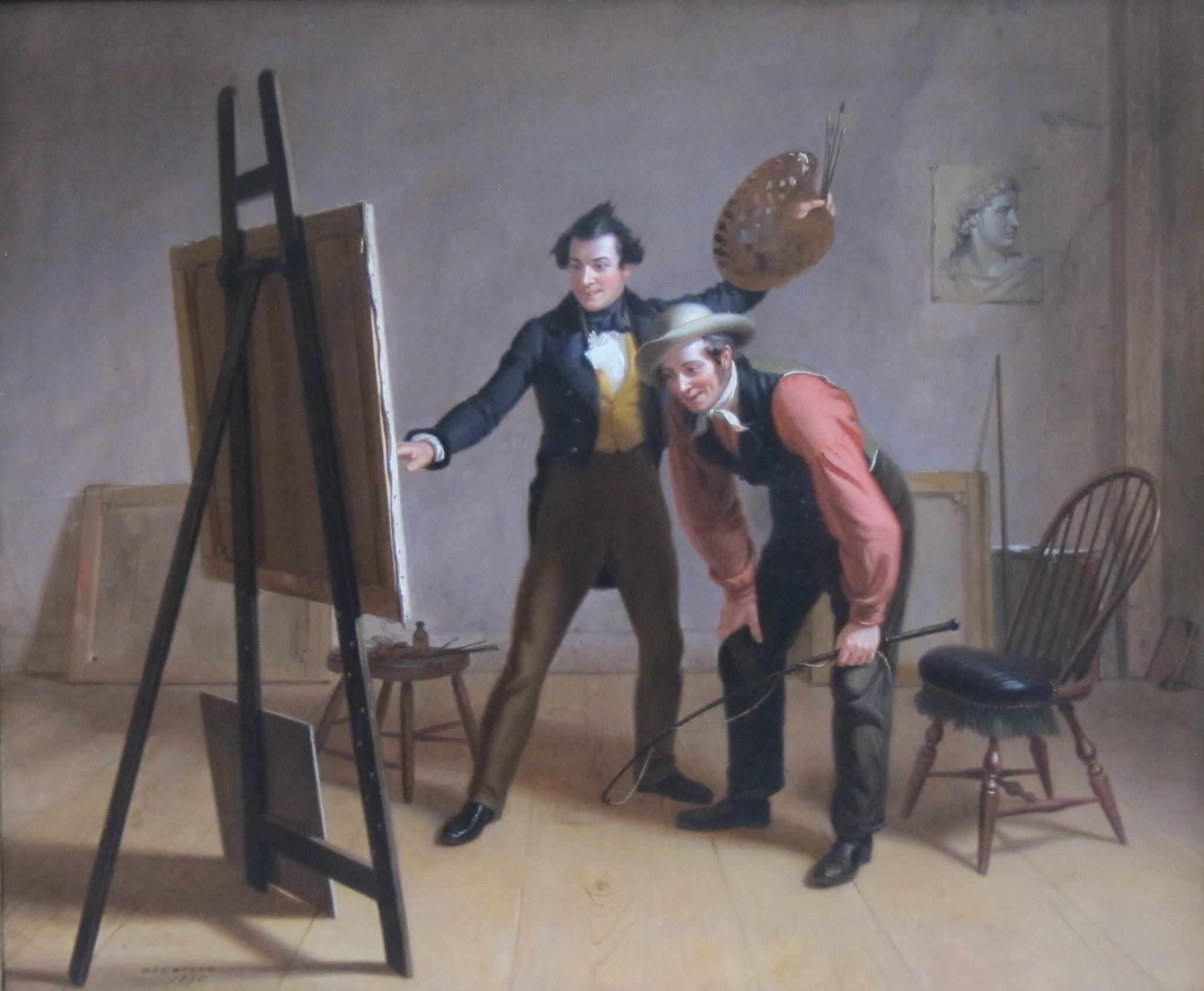
«Вище досягнення художника», 1838 р., академія красних мистецтв Пенсільванії
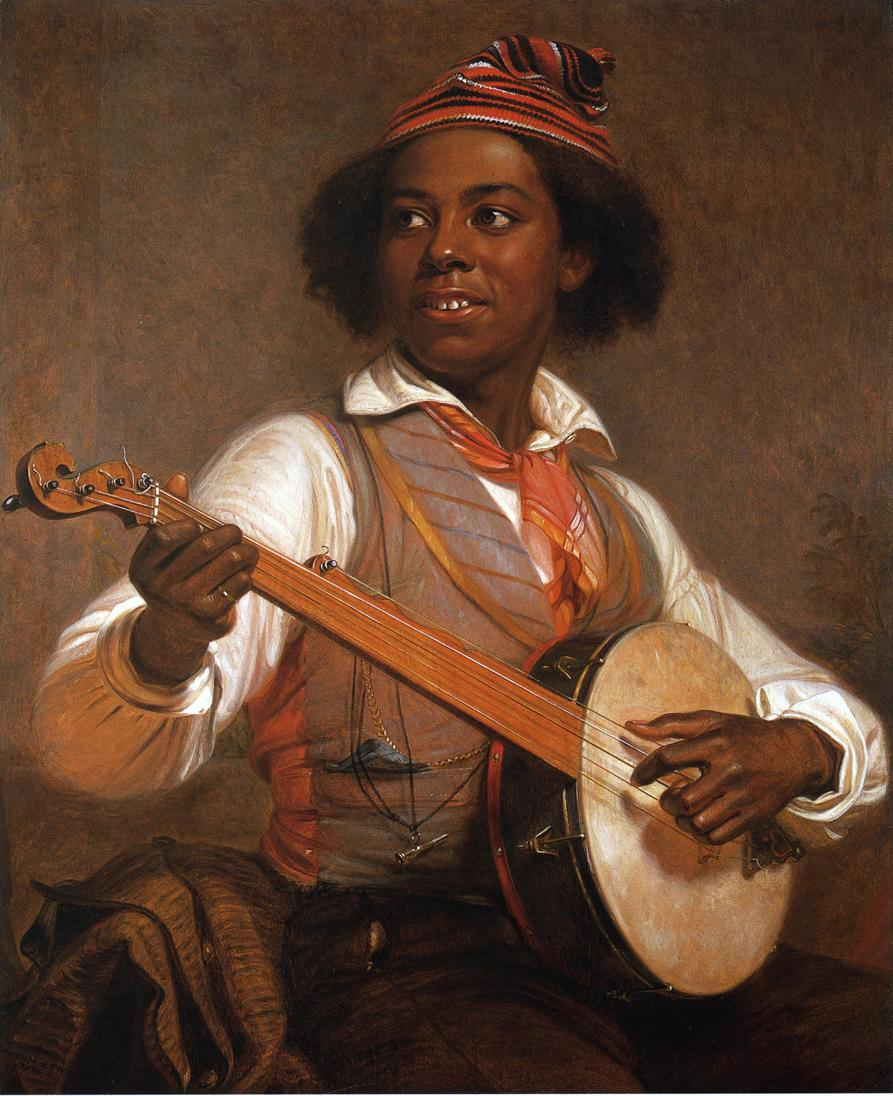
«Гра на банджо», 1856 р.